# Ольжине (Хмільницький район)
Ольжине — село (до 2016 року — селище) в Україні, у Хмільницькому районі Вінницької області. Населення становить 55 особи.

## Історія
19 вересня 2024 року Верховна Рада підтримала перейменування села Ольгине на Ольжине в рамках дерусифікації. 26 вересня 2024 року перейменування набуло чинності.